# Gašper Žitnik
Gašper Žitnik (tudi Sitnik, Sittnickh), slovenski pravnik in učitelj, * okoli 1535, Ljubljana, † 1585, Gradec.

## Življenje in delo
Gašper Žitnik je bil verjetno sin ljubljanskega meščana Gašperja Žitnika (Schittnigh, Sytnigkh), ki je bil v letih 1541–1552 večkrat član mestnega zunanjega sveta. Žitnik se je 14. aprila 1555 vpisal na dunajsko univerzo in dosegel junija 1563 magisterij; kdaj je doktoriral iz prava ni znano. Učil je na artistični fakulteti, od 1566 kot profesor etike od 1567 bil prav tam dekan, od 1569  predstojnik nadvojvodskega kolegija in od 1570 do smrti svetnik notranjeavstrijske vlade v Gradcu. 12. julija 1571 je bil imenovan za palatinskega grofa (comes palatinus) s pooblastilom: imenovati notarje, pozakoniti nezakonsko rojene, potrjevati posvojitve, odpuščati izpod zaščite in podložništva, proglaševati polnoletnost. Do tega imenovanja so verjetno pripomogli cerkveni krogi, saj jim je bil Žitnik blizu že po imenovanju za papeškega protonotarja. Kot vladni svetnik je večkrat prihajal na Kranjsko, verjetno tudi zaradi protireformacijskih akcij graške vlade. Deželni stanovi notranjeavstrijskih dežel, ki so se pritoževali zoper zatiranje in preganjanje evangeličanov s strani vladnih organov, so posebej omenjali med preganjalci tudi Žitnika. Takratni deželni knez nadvojvoda Karel II. je Žitnikovo delovanje brez dvoma cenil, saj mu je ob več priložnostih k plači naklonil še posebne nagrade.